# 丸山茂雄
丸山 茂雄（まるやま しげお、1941年8月13日 - ）は、日本の実業家。株式会社REDMusic取締役。（元：株式会社BREAKER）現：株式会社オーフイアム・ジャパン取締役。
株式会社エピック・ソニーの創始者であり、株式会社ソニー・コンピュータエンタテインメント（SCE）取締役会長、株式会社ソニー・ミュージックエンタテインメント（SME）代表取締役社長などを歴任。また、S.M.エンタテインメント・ジャパンの特別顧問も務めた。

## 人物
1941年、丸山ワクチンの開発者である丸山千里の長男として生まれる。幼少期は同潤会江戸川アパートで過ごしつつも、太平洋戦争中は父親の故郷である長野県に疎開。戦後再び同アパートで暮らした。東京都立小石川高等学校を経て、1966年3月、早稲田大学商学部卒業。読売広告社を経て、父親の姪の夫である大賀典雄が社長を務めるCBSソニー設立と同時に入社した。その後、EPICソニーを設立するなど、絶えず音楽業界を牽引し続けた。また、ゲーム業界の勢力図を塗り替えたといわれるプレイステーション生みの親の一人としても知られており、ソニーのコンテンツ事業拡大に大きく貢献した。90年代中期から後期にかけ小室哲哉のマネージャーとしても活躍し、ヒット曲の数々を手掛けた。
著作権侵害の増加をいち早く危惧し、2000年にレーベルゲートを発足。配信や権利関係の観点からレコード会社を団結させるきっかけを作ったことでも知られているが、「私が99年くらいに作った部分ですから、とっくに改訂していなきゃいけないはずなんですが、同じものを使っている」として現在の偏ったシステムを疑問視する発言もしている。
「丸さん」の愛称で親しまれている。音楽業界では「ロックの丸さん」との異名を持ち、THE MODS、佐野元春、小室哲哉などミュージシャンからの信頼も厚い。2003年2月に開催された「LIVE EPIC 25」は、ソニー・ミュージックエンタテインメントを退職した丸山茂雄への送別イベントといわれており、THE MODS、佐野元春、鈴木雅之、大沢誉志幸、大江千里、TM NETWORK、BARBEE BOYS、渡辺美里など錚々たるミュージシャンがイベントに参加した。
2012年1月、2007年11月に食道がんに罹患していたことを公表。父の開発した「丸山ワクチン」を自ら投与したところ、自ら悟った余命4ヶ月をクリアし、6センチメートル大の腫瘍が消えたという。なお、本人は抗がん剤や放射線治療が、がん撃退に効いたと考えているが、丸山ワクチンの投与が更に効果をもたらしたと考えている。丸山は2022年7月に『日本経済新聞』朝刊に自伝「私の履歴書」を連載し、第27回（7月28日）で、がんの治療法として丸山ワクチンが未認可であるため当初は主治医に内密で注射し始めたこと、2022年まで再発防止のための検査とともに丸山ワクチン投与を続けていると書いている。
K-POPの仕事を始めたのは2010年。韓国の会社から、Kポップの魅力を日本に伝える宣伝プロデューサーの役目を頼まれた。韓国アーティストの制作・宣伝プロデュースで日本の第一人者である土屋望と手を組んで、多くのアーティストを手掛ける。

## 略歴
1966年
- 3月 早稲田大学商学部卒業[2]
- 4月 (株)読売広告社入社[2]

1968年
- (株)読売広告社退社
- 6月 CBSソニーレコード入社[2]

1978年
- 8月 EPICソニーレコード設立[2]
- 同社企画制作2部部長就任

1988年
- 3月 CBSソニーグループ取締役就任[2]

1992年
- 1月 (株)ソニー・ミュージックエンタテインメント代表取締役副社長就任[2]
- 4月 キューン・ソニーレコード設立

1993年
- 11月 (株)ソニー・コンピュータエンタテインメント設立[2]
- 同社代表取締役副社長就任

1994年
- 6月 アンティノスレコード設立

1997年
- 10月 (株)ソニー・コンピュータエンタテインメント代表取締役副会長就任[2]

1998年
- 2月 (株)ソニー・ミュージックエンタテインメント代表取締役社長就任[2]
- 4月 Zepp Sapporo（札幌）を皮切りに仙台、東京、名古屋、大阪、福岡など全国6箇所にライブハウス設立

1999年
- 4月 (株)ソニー・コンピュータエンタテインメント取締役副会長就任[2]

2000年
- 12月 (株)ソニー・ミュージックエンタテインメント取締役就任[2]

2001年
- 4月 (株)ソニー・コンピュータエンタテインメント取締役会長就任[2]

2002年
- 6月 (株)ソニー・ミュージックエンタテインメント退職
- 7月 (株)ソニー・コンピュータエンタテインメント取締役就任[2]
- ソニーアドバイザー就任

2003年
- 3月 (株)に・よん・なな・みゅーじっく（現：247Music）設立[2]
- 同社代表取締役就任
- 10月 (株)ロッカホリック設立
- 同社代表取締役就任

2007年
- 6月 (株)ソニー・コンピュータエンタテインメント取締役退任
- 11月 東京工科大学特別講義ライブエンタテイメント

2008年
- 8月 (株)247Music取締役会長就任

2010年
- 11月23日（祝日） 東京工科大学特別講義ライブエンタテイメント

2013年
- 12月 (株)REDMusic取締役就任

2020年
- 3月 (株)ボードウォーク取締役会長就任

2021年
- 10月 (株)ジャパン・メディカル・カンパニー取締役就任

## テレビ番組
- 日経スペシャル ガイアの夜明け 革命児の新たなる挑戦状 〜音楽ビジネスの常識を破れ〜（2003年12月2日、テレビ東京）[6]。

## 書籍

### 著書
- 『今こそ丸山ワクチンを！ 30数年の時を経て再びがん治療の最前線へ』（共著者:井口民樹）（2012年2月27日、ベストセラーズ）ISBN 9784584133859
- 『往生際 “いい加減な人生"との折り合いのつけ方』（2013年11月30日、ダイヤモンド社）ISBN 9784478021798
- 『黒子のリーダー論 丸山茂雄 私の履歴書』（2023年9月16日、日経BP社）ISBN 9784296118007

## 関連人物
- 小室哲哉
- 小坂洋二
- 佐野元春
- 久夛良木健
- 大賀典雄
- THE MODS